# Bipartidismo en Costa Rica
El bipartidismo en Costa Rica fue un fenómeno político que se dio en el país en su máxima expresión en el período de 1986 a 2002 en donde dos partidos políticos, los partidos Liberación Nacional y Unidad Social Cristiana, fueron los partidos hegemónicos de la vida política y electoral de este país centroamericano. Ambos partidos durante las elecciones de 1986 a 2002 obtuvieron un porcentaje similar de los votos que, entre los dos, normalmente oscilaba en más del 90% del total. Así mismo las dos grandes bancadas en el Parlamento pertenecían a estos partidos y otros, llamados peyorativamente como “minoritarios”, normalmente obtenían entre uno y tres diputados.
No obstante aunque este fenómeno alcanzó su máxima expresión en este período y tras la unificación de la mayor parte de la oposición en el Partido Unidad Social Cristiana en los ochenta, ya desde la fundación de la segunda república y tras la Revolución costarricense la sociedad comenzaba gradualmente a polarizarse en dos grandes bloques políticos.
El bipartidismo comenzó a quebrarse a partir de las elecciones de 2002 con la aparición del Partido Acción Ciudadana y el crecimiento posterior de partidos como el Movimiento Libertario y el Frente Amplio. Este fenómeno llegaría a su máxima expresión en las elecciones del 2014 cuando el partido más votado sería Acción Ciudadana, al tiempo que libertarios y frenteamplistas recibían porcentajes considerables de votos. 
Según Albrecht Koschützke y Hajo Lanz, directores de la Fundación Friedrich Ebert para Centroamérica;

Durante décadas se habían turnado en el gobierno con perfecta regularidad el PLN, de tendencia socialdemócrata-conservadora, y el PUSC, socialcristiano. La aceptación electoral en constante crecimiento del izquierdista Frente Amplio (FA), surgido en 2004, y del PAC, de centro-izquierda, dejaba entrever el cambio de gobierno.

## Historia

### La Guerra del 48 y sus secuelas
Uno de los principales precedentes a la polarización que eventualmente evolucionaría en el bipartidismo fue el período en que se promulgaron las Garantías Sociales (una serie de reformas sociales a favor de la clase trabajadora) en los años 30 y 40 bajo la administración de Rafael Ángel Calderón Guardia y otros presidentes de su partido el Republicano Nacional (socialcristiano), en alianza con la Iglesia católica liderada por el arzobispo de San José de pensamiento progresista Monseñor Víctor Sanabria Martínez y el Partido Comunista Costarricense liderado por Manuel Mora Valverde. Esto generó una fuerte oposición por parte de variados sectores desde la oligarquía cafetalera, la aristocracia conservadora y sectores de clase media y alta intelectuales de pensamiento socialdemócrata. Ya para las elecciones de 1948 ambos bloques, el «caldero-comunista» y la alianza de conservadores y socialdemócratas fueron enfrentados. Pasadas las elecciones ambos bandos se acusaron mutuamente de fraude electoral y estalló la guerra civil resultando vencedor el bando del Ejército de Liberación Nacional liderado por José Figueres Ferrer y aliado al presunto ganador de las elecciones Otilio Ulate Blanco del conservador Partido Unión Nacional y a otros sectores como la Legión del Caribe conformada por militantes extranjeros. Tras esto los líderes del calderonismo y del comunismo se exilian en México y Nicaragua y, salvo por un fallido intento de reinvasión apoyado por el gobierno de Somoza en 1955, serían completamente derrotados. Figueres entregó el poder a Ulate y se redactó una nueva constitución que entró en vigencia en 1949.
Las primeras elecciones tras el golpe se dieron en 1953, resultando ganador Figueres quien había sido brevemente presidente de facto tras la guerra civil. Figueres fue candidato por el recién fundado Partido Liberación Nacional de ideología socialista o socialdemócrata cuyo nombre hacía alusión al ELN liderado por Figueres, quien sería siempre su líder principal. En este momento el único contrincante de Figueres fue Fernando Castro Cervantes del Partido Demócrata (uno de los aliados de Figueres durante la guerra), el calderonismo estaba casi proscrito y no pudo participar y el comunismo era totalmente ilegal pues la misma Constitución estipulaba tal cosa y se castigaba con cárcel la militancia en partidos comunistas.
Para las elecciones de 1958 se presenta como candidato el liberal Mario Echandi por el Partido Unión Nacional, ahora enfrentado a sus antiguos aliados del PLN. El liberacionista Jorge Rossi Chavarría se enfrenta en unas conflictivas primarias con "Chico" Orlich perdiendo ante este y funda un nuevo partido socialdemócrata que obtiene un 11% de los votos, pero según algunos, quebró el voto liberacionista permitiendo así el triunfo de Echandi. En estas elecciones Echandi contó con el apoyo del calderonismo y la adhesión expresa de Calderón Guardia y el expresidente Otilio Ulate (antes enemigos), el Partido Republicano no presentó candidato presidencial pero si a diputados e incluso obtuvo muchos más diputados que el partido de Echandi lo que demuestra que seguía siendo la segunda fuerza real.
Echandi inició un proceso de reconciliación nacional, aunque solo con la derecha, permitiendo el reingreso de Calderón Guardia y familia y otras figuras calderonistas, esto permitió la reorganización del calderonismo y Calderón Guardia fue candidato en las elecciones siguientes, sin éxito (obtuvo 35%) y siendo derrotado frente a Orlich del PLN (50%). Otilio Ulate también fue candidato obteniendo solo el 9% de los votos, muy por debajo de lo obtenido por Echandi en la elección pasada y que también pareciera indicar que el apoyo que recibía el PUN provenía mayormente de los calderonistas. El comunismo seguía proscrito y de hecho Echandi mismo era denotadamente anticomunista. Aunque la izquierda seguía prohibida existían algunas opciones menores de centro-izquierda socialdemócrata separadas del PLN.
En las elecciones de 1962 se rompe la alianza entre el Partido Republicano de Calderón y el Unión Nacional de Ulate. El candidato del PLN es el exdiputado Francisco José "Chico" Orlich. Ante la candidatura de Calderón, Orlich y el PLN logran alianzas con otros partidos políticos adversos al calderonismo y antiguos aliados como Unión Cívica Revolucionaria de Frank Marshall Jiménez (futuro ministro de Orlich) y otros partidos, para lograr un frente común contra Calderón. Incluso acercándose a su antiguo aliado de la guerra Otilio Ulate y el PUN para esto mismo, pero sin éxito pues Ulate declinó y de hecho la campaña fue bastante agresiva entre Orlich, Ulate y Calderón. En esta época la izquierda sigue siendo ilegal y ante la reciente Revolución cubana el discurso es tremendamente anticomunista en todos los partidos, pero existe el partido socialista Partido Acción Democrática Popular del ex liberacionista Enrique Obregón que tiene el apoyo de Mora y los dirigentes históricos de izquierda. Finalmente gana Orlich con más del 50% de los sufragios, Calderón recibe 33% y Ulate 9%. Si bien esta elección puede parecer lejana al desarrollo de un sistema bipartidista fue la segunda victoria del PLN desde su existencia y generó un cambio importante en el sistema de partidos tico. Según palabras de Gerardo Herández Naranjo:

Por otro lado, el posicionamiento del PLN como principal fuerza en el sistema de partidos y el resultado obtenido por los dos principales partidos de oposición, al haber acudido por separado a la contienda, resultaban factores ineludibles a considerar por estos de cara a las elecciones de 1966. En ese sentido, se configuraban desde ese momento algunas condiciones propicias para que el sistema de partidos se encaminara hacia la bipolaridad electoral.

Es en las elecciones de 1966 en que se ve por primera vez una elección muy polarizada cuando se unifican el Partido Republicano Nacional de Calderón y el Partido Unión Nacional de Otilio Ulate (antiguos enemigos durante la guerra civil) en el Partido Unificación Nacional aglutinando a casi toda la oposición de derecha al Partido Liberación Nacional. Pero estas elecciones han sido las más polarizadas en la historia del país si se toma en consideración que solo hubo dos candidatos presidenciales. Ganó José Joaquín Trejos sobre el candidato liberacionista Daniel Oduber.
En las elecciones de 1970 nuevamente se da una fuerte polarización, los dos candidatos presidenciales principales son José Figueres del PLN y Mario Echandi del PUN, ambos tratando de obtener la reelección (que en Costa Rica no es consecutiva). Hubo otros candidatos menores y, por primera vez desde 1948, la izquierda pudo presentar candidato mediante el Partido Acción Socialista fundado por un disidente liberacionista y que no fue anulado por el Tribunal Supremo de Elecciones gracias a que no era oficialmente marxista, pero en él militaban (e incluso fueron elegidos diputados) figuras que provenían del Partido Comunista como Manuel Mora y Arnoldo Segura Ferreto.
Esta polarización se pierde en las elecciones de 1974 donde gana Oduber del PLN con 43% de los votos pero el voto de la oposición se divide entre diferentes candidatos en partes similares. Aun así Fernando Trejos Escalante del PUN obtuvo 30% de los votos. La izquierda estaba relegalizada y presentó dos candidatos por dos partidos distintos; Acción Socialista y Socialista Costarricense, uno de ellos fue Mora Valverde.
Ya para las elecciones de 1978 es cuando se empieza realmente a perfilar un futuro bipartidismo. Para empezar se reúnen y firman el «Pacto de Ojo de Agua», los principales dirigentes de la oposición (sin incluir a los comunistas) entre ellos Rafael Ángel Calderón Fournier, hijo de Calderón Guardia y líder del Partido Republicano Calderonista, Rodrigo Carazo Odio ex liberacionista disidente que formó un partido de tendencia socialdemócrata Renovación Democrática, el expresidente Joaquín Trejos del conservador Partido Unión Popular, Carlos Araya Guillén presidente del Partido Demócrata Cristiano, Jorge González Martén del derechista Partido Nacional Independiente y Mario Echandi del Partido Unión Nacional. Juntos deciden conformar la Coalición Unidad y escoger un candidato único. La convención la gana Carazo por sobre Barzuna (candidato respaldado por Calderón, Echandi y Martén) lo que motiva la salida de Echandi y Martén y sus partidos que presentan candidatos distintos. Carazo le gana al candidato liberacionista Luis Alberto Monge con el 50% sobre el 43%. La izquierda en esta época ya es legal de nuevo, Vanguardia Popular puede inscribirse como partido una vez más y juntos con el PSC y otras fuerzas menores conforman la coalición Pueblo Unido, su candidato Rodrigo Gutiérrez Sáenz obtiene 2% y es el tercero más votado (los demás tuvieron menos del 1%) lo que va definiendo una polarización bipartidista.

### Comienzo del bipartidismo
La Coalición Unidad se mantendría unida para las elecciones de 1982 postulando a Calderón Fournier quien, a pesar de la impopularidad de la administración Carazo obtiene 33% de los votos. Monge resulta ganador con más del 50% de los votos. Echandi fue candidato empatando con el 3% al candidato de izquierda Gutiérrez.
En 1983 la Coalición Unidad se fusiona legalmente en el Partido Unidad Social Cristiana de ideología oficialmente demócrata cristiana, fecha a partir de la cual sería un partido con prácticamente el mismo tamaño y peso que el Partido Liberación Nacional como demuestran los procesos electorales entre 1986 y 2002. Todos los presidentes de este periodo provenían o del PLN o del PUSC: Óscar Arias (PLN, 1986), Rafael Ángel Calderón Fournier (PUSC, 1990), José María Figueres (PLN, 1994), Miguel Ángel Rodríguez Echeverría (PUSC, 1998) y Abel Pacheco (PUSC, 2002) que ganaban sobre su rival por estrecho margen porcentual en un sistema bipartidista similar al de Demócratas y Republicanos en Estados Unidos. El PLN se trataba de mostrar como de centro-izquierda y el PUSC como de centro-derecha.[cita requerida] La izquierda durante este período sufre una serie de cismas y divisiones internas graves que la desquebrajan, llevando al final de Pueblo Unido. No obstante entre 1986 y 2002 siempre tendrá representación parlamentaria y el partido principal de izquierda en este período es Fuerza Democrática el cual conseguía entre dos y tres diputados y era el único partido izquierdista con representación parlamentaria y el único, de los considerados minoritarios, en tener más de un diputado. Otros partidos como Movimiento Libertario (liberal) y Renovación Costarricense (cristiano) solo conseguían un diputado. Ningún candidato que no fuera de los dos principales tenía posibilidad de ser presidente.

### "PLUSC"
El término comenzó a usarse aproximadamente en las elecciones de 1998 por la población inconforme, y por políticos como Otto Guevara Guth del Movimiento Libertario durante su campaña electoral. Se popularizó a partir del 2002 cuando hay un quiebre del bipartidismo pues, por primera vez en décadas, un partido alternativo y recién formado, el Partido Acción Ciudadana, obtiene una cantidad de diputados similar a las grandes bancadas liberacionista y socialcristiana (19 del PUSC, 17 del PLN y 14 del PAC), así como el crecimiento substancial que tuvo el ML (pasando de un diputado en 1998 a 6 en el 2002). 
Para el 2006 los medios consideran que el bipartidismo había colapsado, pues el candidato presidencial del PUSC tenía menos apoyo en las encuestas que el del PLN, el PAC y el ML, y efectivamente en las elecciones del 2006 no solo obtuvo el PAC casi tantos votos como el tradicional PLN (perdiendo por menos del 1%) sino que la Asamblea Legislativa queda con cuatro grandes bancadas (PLN-25, PAC-17, ML-6 y PUSC-5), y otros cuatro partidos obtienen un diputado cada uno.
No obstante el bipartidismo tiene cierta fuerza en las zonas rurales, como las provincias de Guanacaste, Puntarenas y Limón, donde el PLN ganó la mayoría de los cantones y tuvo una fuerte intención de voto, así como el PUSC recibió la mayoría de sus votos de estas regiones. Esto, en contraste con el Partido Acción Ciudadana el cual obtuvo la mayoría de los votos en casi todos los cantones urbanos y en la mayor parte de las provincias metropolitanas (San José, Alajuela, Cartago y Heredia), mismas donde el PUSC obtuvo muy poco respaldo electoral. 
Considerada la nueva "segunda fuerza" el Partido Acción Ciudadana, el presidente del PLN, Francisco Antonio Pacheco, le dijo al PAC "Bienvenidos al bipartidismo" a lo que la presidenta del Partido Acción Ciudadana, Epsy Campbell Barr respondió: "Existió un PLUSC pero no existirá un PLAC, Yo más bien le diría al PLN: bienvenido este país a la nueva era del multipartidismo, con un PAC como la fuerza más importante y un PLN en sus últimas jornadas".
No obstante, durante la legislatura del 2006 al 2010, el PLN pactó con el Movimiento Libertario y el PUSC para la elección del directorio legislativo.

En la elección de Directorio Legislativo del 1 de mayo del 2008, la casi totalidad de los puestos -salvo uno- fueron para el Partido Liberación Nacional gracias a los votos de los diputados del PUSC y el ML. 
El término volvió a usarse por la prensa y los analistas a partir de la alianza entre el PLN y el PUSC para escoger un directorio conjunto de oposición al gobierno del PAC en el período 2015-2016. 
Según el libro “Partidos Políticos en Costa Rica; trayectoria, situación y perspectiva para el cambio” de Gerardo Hernández Naranjo publicado por el Centro de Estudios Democráticos de América Latina (CEDAL) y la Fundación Friedrich Ebert, 2005, sobre el bipartidismo del PLUSC se dice:

“…la historia del sistema de partidos muestra indicios de que, después de las tensiones iniciales, se fue estableciendo una dinámica de negociación y cooperación entre adversarios, que se ha manifestado en aspectos como; la Ley 4-3 según la cual los puestos de las juntas directivas de las Instituciones Autónomas se distribuirían entre los dos partidos con mayor votación; la forma en que se fue configurando el sistema de financiamiento estatal a los partidos, marcada por una serie de negociaciones mutuamente beneficiosas (Fernández, 1993), los acuerdos relativos a las reformas electorales de 1982 y 1988, claramente orientadas a fortalecer a las dos agrupaciones mayoritarias y a asegurar sus posiciones frente a terceros competidores; las medidas tomadas para enfrentar la crisis de inicios de los 80, y el posterior impulso a las reformas del Estado, de aplicación de los Programas de Ajuste Estructural (Vega, 1990); los acuerdos para reformar el sistema de pensiones del Magisterio en 1995 mediante el pacto Figueres-Calderón, el acuerdo para aprobar la ley de reforma al ICE conocido como el “combo” en el 2000; el acuerdo sobre el Tratado de Libre Comercio con los Estados Unidos, entre otros ejemplos.

“Si se hace referencia específicamente a los últimos 25 años, hay que considerar que el país ha sido testigo además de los acuerdos sobre la conducción del Estado y de las políticas públicas de prácticas patrimonialistas y de corrupción comunes en los dos partidos políticos mayoritarios. Algunos de los eventos que dan cuenta de esto ha sido; el escándalo con el Fondo de Emergencias; la quiebra del Banco Anglo; el manejo irregular de fondos de Aviación Civil y el FODESAF y más recientemente, los escándalos de Fischell, Alcatel y el Préstamo Finlandés.

“Por otro lado, después de las elecciones del 2002, se probó la existencia de prácticas comunes en los partidos políticos, para financiar campañas electorales mediante estructuras paralelas. No se reportaron las contribuciones al TSE y se ocultó el origen de algunos recursos recibidos.

“Al poner en perspectiva las dinámicas de interacción entre los partidos y la situación actual, debe tenerse en cuenta lo siguiente; si la construcción de gobernabilidad democrática se dio inicialmente, a partir de un partido predominante (el PLN), para pasar luego a una dinámica de interacción bipolar, que terminó cristalizando en un bipartidismo signado por la cooperación (lo que ha sido calificado como el PLUSC), el reto del sistema político costarricense, hoy, es la construcción de gobernabilidad democrática. Esta gobernabilidad debe considerar el multipartidismo, el desgaste de los partidos tradicionales y la todavía débil institucionalidad de los emergentes. De ahí surgen, en nuestro criterio, algunas de las dificultades que enfrentan el conjunto de los partidos y el sistema político en general”.

“Como ya se ha afirmado, otro de los aspectos que han sido señalados como característicos de la situación actual de los partidos políticos, es la falta de claridad en sus orientaciones ideológicas. Esto se ha expresado, en el caso de los partidos mayoritarios tradicionales, por la convergencia en un núcleo neoliberal que prácticamente los ha indiferenciado, sobre todo en la etapa fuerte del bipartidismo. Y aunque los partidos se siguen llamando socialdemócratas y socialcristianos, no está claro que esos referentes ideológicos sean los centrales, sobre toso si se considera el estilo de la gestión gubernamental que han desarrollado en las últimas décadas, así como sus acuerdos básicos sobre las medidas que el país requiere.

“En ambos partidos aunque se ha hecho más evidente en el caso del PLN, se han dado disputas internas sobre el sentido de dichas definiciones ideológicas en el actual contexto histórico. Se ha manifestado, reiteradamente, que no pueden seguir siendo pensadas ni utilizadas para definir políticas de la misma forma en que lo fueron entre los años 50 y 70 del siglo anterior. Las disputas ideológicas y de liderazgos, han llevado incluso a escisiones partidarias, sin que se definan claramente nuevos referentes que puedan contribuir a la reconfiguración de las identidades partidarias.”

### La caída del bipartidismo
Una serie de situaciones desgastó enormemente a los dos partidos tradicionales. Las administraciones liberacionistas de Óscar Arias y José María Figueres Olsen fueron cuestionadas como neoliberales y contrarias a los ideales socialdemócratas, el PUSC sufrió las mismas críticas hacia sus presidentes pero especialmente hacia Rodríguez y su «combo ICE» que enfrentó protestas populares muy fuertes. Esto sumado a una serie de acuerdos y pactos entre los dos grandes partidos (como el muy polémico «Pacto Figueres-Calderón») y sus semejanzas en ciertas políticas como los ajustes estructurales, llevó a sentir a sectores importantes de la población que eran “una misma cosa” y que uno no era realmente oposición al otro, incluso generando el término despectivo PLUSC. Esto permitió a nuevos líderes políticos opositores como Ottón Solís y su partido nuevo Acción Ciudadana y Otto Guevara del Movimiento Libertario hacer campaña en contra del bipartidismo como un todo y atacar a ambos partidos tradicionales (no solo al partido oficialista como era usual) lo que les valió subir bastante a ambos y sus partidos en respaldo electoral.
Si bien ya tras las elecciones de 1998 la prensa comienza a apuntar un descenso del bipartidismo al llegar a la Asamblea cinco fracciones de partidos minoritarios es hasta las elecciones de 2002 que se producen una serie de resultados electorales que parecen indicar un declive del bipartidismo. El PLN sufre su peor derrota en la historia obteniendo 33% de los votos (por primera vez no alcanzó al menos el 40%) con su candidato Rolando Araya mientras el candidato del PUSC, Abel Pacheco, era contrario a la tendencia calderonista y había ganado la convención socialcristiana aún sin ser apoyado por Calderón ni la estructura del partido controlada por éste. Pero además el recién fundado Partido Acción Ciudadana obtiene casi la misma cantidad de votos que el PLN y el PUSC, cosa inédita en la historia del país con un partido nuevo y la Asamblea queda dividida en tres grandes fracciones; PLN, PUSC y PAC. Además el ML obtiene 6 diputados (respecto a 1 en las elecciones pasadas). En estas elecciones curiosamente por primera vez la izquierda no obtuvo diputados. La izquierda siempre había sido opositora a los dos partidos principales y no se benefició, como el PAC y el ML, del discurso antibipartidista.
Citando a Fernando Sánchez Campos:

En términos generales la izquierda de Costa Rica -incluyendo al PFD- ha propuesto una agenda reformista moderada en lugar de metas revolucionarias. Entre los factores que han contribuido a sus mediocres resultados electorales (...) está la presión política sufrida después de 1948, la carencia de unidad organizacional e ideológica, una prensa sumamente anticomunista y las constantes tensiones entre Costa Rica y la Nicaragua Revolucionaria durante la década de los ochentas. Otros factores que obstaculizan los resultados electorales de la izquierda sin duda incluyen los efectos "psicológicos" y "mecánicos" de Duverger, característicos de los sistemas bipartidistas, la flexibilidad ideológica del PLN, la transición progresiva de la mayoría de los votantes y de los dos partidos principales hacia el centro del espectro ideológico y, en el caso de las elecciones de 2002, la irrupción de una alternativa más atractiva de centro-izquierda (el PAC). En consecuencia, después de la Guerra Civil de 1948 y hasta las elecciones de 2002, los movimientos de izquierda no han representado una amenaza seria a la hegemonía política del PLN y AC -y posteriormente del PUSC (sic).

Para las elecciones del 2006 se da otra polarización y algunos incluso pensaron que podía volverse a un nuevo bipartidismo pues los candidatos Óscar Arias del PLN y Ottón Solís del PAC casi quedaron empatados, sin embargo el tema del TLC con Estados Unidos (que Arias apoyaba y Solís oponía) pudo haber polarizado el voto. El ML obtuvo igualmente seis diputados mientras el PUSC quedó enterrado en el cuarto lugar afectado por la impopularidad de la administración Pacheco y los escándalos de corrupción que provocaron el arresto y juicio de dos de sus expresidentes; Rodríguez y Calderón por el caso Caja-Fishel.
Sin embargo para las elecciones de 2010 de nuevo los votos se distribuyen entre tres partidos principalmente; PLN, PAC y ML. La candidata liberacionista Laura Chinchilla obtiene 45% de los votos, Solís del PAC 26% y Guevara 20%. Para los comicios de 2014 es cuando se da quizás la ruptura más evidente del bipartidismo hasta la fecha ya que el partido más votado fue el PAC con 30%, seguido por el PLN que sufrió la peor derrota electoral de su historia con 29%, además el FA y el ML obtuvieron 17% y 11% respectivamente, y el PUSC 6% pero obteniendo más diputados que el ML que sufre un debacle notorio en su apoyo legislativo. El voto se dividió entre cinco partidos principales.
Además a partir de 2006 sería común que la Asamblea queda tremendamente fragmentada con más de ocho fracciones, algunas unipersonales, otras con cuarto o cinco diputados y otras más grandes pero ninguna con mayoría absoluta.
Es durante este período en que por lo general se acepta que el sistema político costarricense es ahora diverso y multipartidista, si bien la mayoría de los votos se decantan por cuatro o cinco opciones principales, no puede decirse que ningún partido sea realmente “mayoritario” y a diferencia del período bipartidista los candidatos de partidos emergentes tienen la posibilidad de ganar las elecciones con una buena campaña. Más diverso aún es el voto para parlamentarios donde se puede dar incluso más frecuentemente el “quiebre de voto” a diferencia del voto presidencial que usualmente va hacia uno de los partidos mayores. Esto genera un congreso muy diverso con partidos de muy distintas ideologías. También ha generado en alguna medida la proliferación de muchos partidos políticos nuevos en cada elección.
Muchos analistas coinciden en que en tiempos actuales las lealtades partidarias ya no son tan importantes como lo fueron en los ochenta y noventa donde cerca del 90% de la población se identificaba con un partido político, sino que el elector se basa en el candidato y el programa de campaña, razón por la cual el voto cada cuatro años puede ser muy volátil y variar radicalmente dependiendo del candidato que tenga cada partido.

### Críticas y supuestotripartidismo
Algunos autores han disputado que en Costa Rica se rompiese el bipartidismo y consideran que la mentalidad del votante sigue siendo bipartidista aunque el voto se disperse en varios partidos. Otros consideran que más que una caída del bipartidismo el PAC reemplazó al PUSC como la otra rama del bipartidismo. El término tripartisimo ha sido acuñado despectivamente para referirse al PLN, PUSC y PAC en conjunto como los partidos que han gobernado y que son los más estructurados.

## Tendencias
Existen tres principales tendencias o tradiciones políticas en Costa Rica que tienen su origen en los años 40 y 50; el liberacionismo de tendencia centro-izquierda e ideología socialdemócrata, el calderonismo de centro-derecha e ideología socialcristiana y el “comunismo a la tica” o la izquierda.
El liberacionismo siempre ha tenido una única representación política principal; el Partido Liberación Nacional, aunque se hayan fundado algunas otras opciones socialdemócratas menores en todas las épocas como el Partido Independiente, Partido Acción Socialista, Partido Acción Democrática Popular, Unión Para el Cambio, etc., usualmente por disidentes liberacionistas resentidos tras una derrota en los procesos internos que en muchos casos volvieron después al PLN. El PLN siempre ha tenido que enfrentar tanto a la oposición de derecha y centro-izquierda disidente usualmente coaligadas como a la oposición de izquierda. Una de las principales críticas que le hacen actualmente al PLN tanto internas como por la oposición es haber girado a la derecha y haber perdido el rumbo socialdemócrata volviéndose neoliberal, si bien estas fueron particularmente fuertes hacia la tendencia del arismo que gira en torno a los hermanos Arias Sánchez. Curiosamente en los años cincuenta a sesenta la oposición (particularmente el echandismo) acusaba al PLN de ser de izquierda y asociarlo al comunismo, mientras a partir de los noventa la oposición acusa al PLN de lo contrario, de ser de derecha y estar vinculado al neoliberalismo.
El calderonismo ha tenido distintos partidos políticos representantes; Republicano Nacional, Republicano Calderonista y Unidad Social Cristiana. y ha formado parte de varias coaliciones opositoras contra el PLN destacando Unificación Nacional y Coalición Unidad. Aunque los conservadores fueron aliados de Figueres y otros socialistas en la guerra del 48, éstos a partir de los ’50 cambiarían de bando volviéndose aliados de los calderonistas. Por otro lado solo el PLN ha sido capaz de reelegir presidentes (Figueres y Arias) no así la oposición pues Ulate, Calderón Guardia y Echandi lo intentaron sin éxito
Según Picado León en El proceso de selección de candidatos a presidente y diputados En el PLN y el PUSC (1990-2006) otro aspecto curioso es que el liderazgo en el sector político calderonista es más uniforme pues siempre ha girado en torno a un líder determinado (Calderón) mientras en el PLN aunque Figueres Ferrer fue una figura de respeto e importancia, siempre han existido distintas facciones y subgrupos más o menos independientes entre sí o enfrentados que no necesariamente respondían al figuerismo, lo que en procesos de convención interna causaban enfrentamientos más duros que podían hacer más desgaste al partido.
La izquierda por su parte ha tenido también distintos partidos políticos representativos empezando por los históricos Bloque de Obreros y Campesinos, luego llamado Partido Comunista Costarricense y luego Vanguardia Popular. Vanguardia sería ilegal entre 1948 y 1970. A partir de 1970 se une con el Partido Socialista Costarricense y otros partidos de izquierda en Pueblo Unido el cual normalmente obtendría entre dos y cuatro (cuatro en las elecciones de 1978, la segunda más grande bancada de izquierda hasta 2014) pero divisiones internas y fragmentaciones causaron el surgimiento frecuente de distintos partidos y coaliciones izquierdistas a raíz de disputas internas. Fuerza Democrática se convertiría en el principal partido de izquierda, fundado por el poeta Isaac Felipe Azofeifa y con la adhesión de figuras como el escritor y personalidad de la televisión Miguel Salguero que fue su candidato presidencial obtendría cero, dos y tres diputados respectivamente en las elecciones de 1990, 1994 y 1998, pero no obtendría diputados en 2002 fecha en que por primera vez desde 1970 la izquierda carecía de representación en el Parlamento. Disputas internas surgen entre facciones que llevan al final de Fuerza Democrática que se disuelve oficialmente en 2010. Actualmente el Frente Amplio es el principal partido de izquierda, pues ninguna otra agrupación de izquierda tiene representación parlamentaria o municipal. Entre 1986 y 2002, es decir en el período bipartidista, partidos de izquierda como PU y FD serían la tercera opción más votada después del PLN-PUSC.
El PLN ha sufrido dos grandes cismas históricos, primero la salida de Rodrigo Carazo y luego la de Ottón Solís junto a otros liberacionistas como la ex primera dama Margarita Penón y el escritor Alberto Cañas que fundaron el Partido Acción Ciudadana. En el primer caso Carazo se aliaría con la oposición como calderonistas y democristianos y llegaría a ser presidente. En el segundo el PAC se vio también alimentado por personalidades disidentes provenientes no solo del PLN, sino también del PUSC y de la izquierda y es apuntado como una de las causas de la derrota de Araya y el PLN en 2002 provocando una segunda ronda electoral ese año y por primera vez en la historia, el PAC vencería al PLN en las elecciones de 2014 candidateando al también exliberacionista Luis Guillermo Solís.
La oposición al Partido Liberación Nacional históricamente se ha agrupado a pesar de las diferencias ideológicas en distintos períodos, si bien hasta ahora normalmente excluyendo a la izquierda. En algunos casos se trata de antiguos rivales como cuando Ulate y Echandi (ambos aliados de Figueres en la guerra civil) se unen a Calderón Guardia en distintos procesos electorales entre 1953 y 1970 conformando alianzas de grupos calderonistas, liberales y conservadores como el Partido Unificación Nacional que era la unión del ulatismo/echandismo con el calderonismo o la Coalición Unidad que agrupaba a calderonistas, democristianos, conservadores, trejistas y ex liberacionistas.

## Representación legislativa
En la siguiente galería de imágenes puede verse la representación parlamentaria en la Asamblea Legislativa de Costa Rica desde 1953, donde se aprecia el desarrollo, consolidación y ruptura del bipartidismo. El color verde representa al Partido Liberación Nacional, el azul al Partido Unidad Social Cristiana o sus predecesores ideológicos, y los partidos alternativos están representados por los otros colores. 

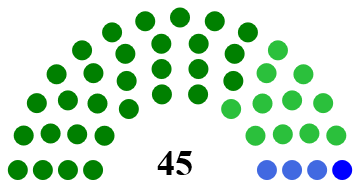
1953-1958
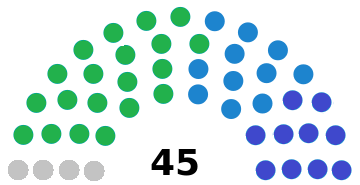
1958-1962
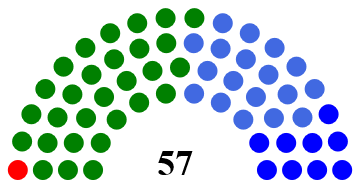
1962-1966
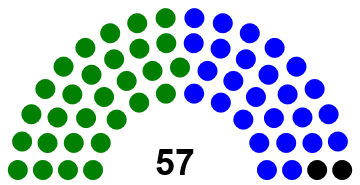
1966-1970
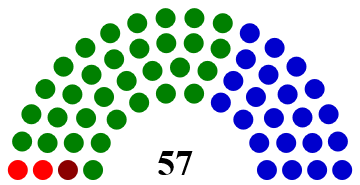
1970-1974
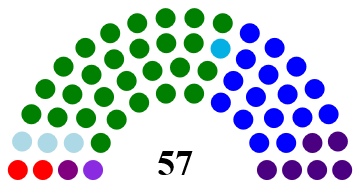
1974-1978
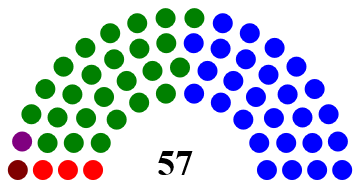
1978-1982
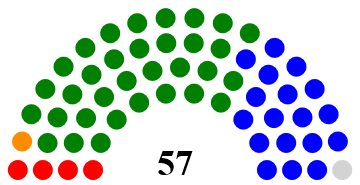
1982-1986
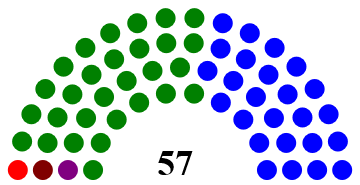
1986-1990
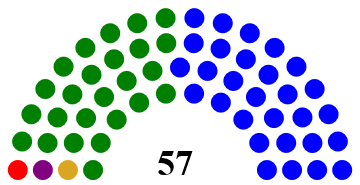
1990-1994
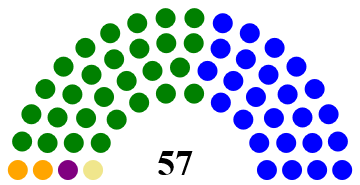
1994-1998
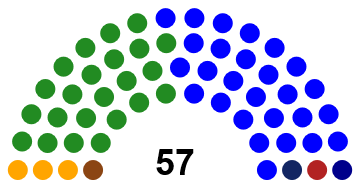
1998-2002
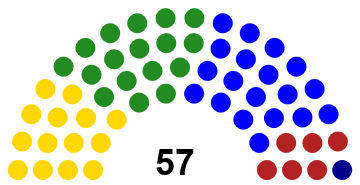
2002-2006
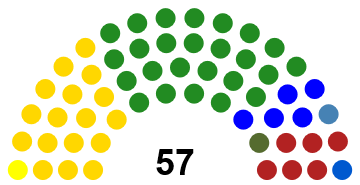
2006-2010
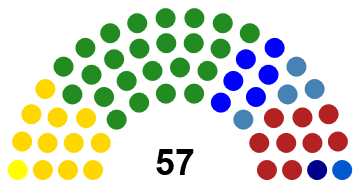
2010-2014
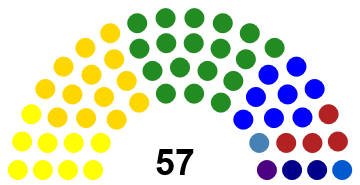
2014-2018
2018-2022

## Tabla comparativa
| Tendencia                                                | Liberacionismo | Calderonismo |
| -------------------------------------------------------- | --- | --- |
| Caudillo fundador                                        | José Figueres Ferrer | Rafael Ángel Calderón Guardia |
| Ideología oficial                                        | Socialdemocracia | Democracia cristiana |
| Afiliación internacional                                 | Internacional Socialista | Internacional Demócrata Cristiana |
| Antescedentes (años 1940)                                | Partido Demócrata (hasta 1954) | Partido Republicano (hasta 1948) |
| Partido del que extrae la ideología                      | Partido Social Demócrata | Partido Demócrata Cristiano |
| Partidos creadores (a partir de la Guerra Civil de 1948) | Partido Liberación Nacional fundado en 1951 tras la fusión de Acción Demócrata, Partido Social Demócrata y Centro de Estudios de los Problemas Nacionales | Partido Unidad Social Cristiana fundado en 1983 tras la fusión del Partido Republicano Calderonista, Partido Demócrata Cristiano de Costa Rica, Renovación Democrática y Unión Popular |